# 론다 데 라 코무니카시온역
론다 데 라 코무니카시온 역(스페인어: Ronda de la Comunicación)은 마드리드 지하철 10호선의 역이다. 푸엥카랄엘파르도 구 라스타블라스 지역 북부의 텔레포니카 업무지구에 위치해 있다. 원래는 계획에 없던 역이었으나 회사측의 예산 후원으로 추가되었다. 요금구역상으로는 A구역에 속한다.

## 역사
2007년 4월 26일 10호선 북부 연장구간인 메트로노르테 (MetroNorte)의 개통과 함께 문을 열었다.

## 환승 정보
역 주변에 시내버스 정류장과 시외버스 정류장이 각각 세 곳 있다.
버스
- 시내버스
  - 172, T61번 버스 (주간)
- 시외버스
  - 154, 157C번 버스 (주간)

지하철
| 마드리드 지하철                  | 마드리드 지하철        | 마드리드 지하철                |
| -------------------------------- | ---------------------- | ------------------------------ |
| 라 그랑하 오스피탈 인판타 소피아 | 마드리드 지하철 10호선 | 라스 타블라스 푸에르타 델 수르 |